# Лиза, Мануэль
Мануэль Лиза, также известный как Мануэль де Лиза (8 сентября 1772 — 12 августа 1820) — торговец пушниной,  американский первопроходец и индейский агент. Один из основателей Миссурийской меховой кампании.

## Биография

### Ранние годы
Мануэль Лиза родился в 1772 году в Новом Орлеане, тогда входившем в состав Испанской Луизианы. О его ранней жизни известно немного. Его отец, Кристоваль де Лиза, родился в Испании в городе Мурсия, а мать, Мария Игнасия Родригес, родилась в креольской семье в Сан-Агустине, Флорида. Кристоваль де Лиза прибыл в Испанскую Луизиану на службу к губернатору Алехандро О'Райли, который начал свое пребывание в должности в 1769 году. У Мануэля был, по крайней мере, один старший брат, Хоакин Лиза, который работал с ним в его ранних торговых экспедициях.
К 1789 году Мануэль Лиза и его брат Хоакин торговали на реке Миссисипи в Нью-Мадриде, следующее зарегистрированное упоминание о нём было снова там же, после того как он вернулся из форта Винсенн, где торговал с индейскими племенами реки Уобаш. После женитьбы на Полли Чу переехал в Сент-Луис, где в 1802 г. получил от испанского правительства монополию на торговлю с осейджами, которая ранее принадлежала Огюсту Шуто, колонисту из Франции.

### Первая торговая экспедиция
После покупки Луизианы и аннексии этой территории США отношения Лизы с новыми правительственными чиновниками не сложились. Поселившись в Сент-Луисе, он стал планировать открыть торговлю с городом Санта-Фе, но губернатор Территории Луизиана Джеймс Уилкинсон, отклонил все его просьбы. 
После сообщений Льюиса и Кларка о богатых бобром землях в верховьях реки Миссури, в 1807 году Лиза организовал торговую экспедицию на эти территории. В состав его команды из 42 человек, входили Джон Колтер, Жорж Друйар и Бенито Васкес, впоследствии известные маунтинмены и торговцы.  Экспедиция продвигалась вверх по Миссури, пока не достигла устья реки Йеллоустон. Поднявшись по Йеллоустону примерно на 273 км, 21 ноября 1807 года Мануэль Лиза основал торговый пост в устье реки Бигхорн на территории современного штата Монтана, названный им форт Реймонд. Это был первый форт белых людей в верховьях Миссури.
Пока члены экспедиции добывали меха в окрестностях форта Реймонд, Лиза поручил Джону Колтеру исследовать регион и наладить торговлю с индейскими племенами. Во время своих исследований Колтер стал первым известным европейцем, посетившим территорию, известную ныне как Йеллоустонский национальный парк.
В июле 1808 года, после успешного торгового сезона, Лиза покинул форт Реймонд, оставив небольшую группу своих людей зимовать. Он вернулся в Сент-Луис, планируя организовать вдоль реки несколько торговых постов.

### Миссурийская меховая кампания
По возвращении в Сент-Луис в августе 1808 года Лиза основал Миссурийскую меховую компанию, совместное предприятие с Жан-Пьером Шуто, Пьером Шуто-младшим, Уильямом Кларком, Эндрю Генри, Франсуа Мари Бенуа и другими известными торговцами пушниной в Сент-Луисе. 
Весной 1809 года Лиза вернулся в форт Реймонд с большой экспедицией, состоявшей из 350 человек, около половины из которых были американцы, остальные франкоканадцы и креолы. У них было 13 лодок, нагруженных продовольствием, боеприпасами и товарами, необходимыми для торговли с индейцами. Лиза оставил всё содержимое лодок в форте и покинул его. Руководя большим отрядом людей, Лиза построил первый форт Лиза, также иногда именуемый форт Мануэль, недалеко от того места, где сейчас находится современный город Бисмарк. После того, как новый форт был построен, он вернулся в Сент-Луис в октябре 1809 года. На следующий год Мануэль Лиза поднялся по реке Миссури до форта Лиза, где торговал с индейскими племенами. Осенью 1810 года он вернулся в Сент-Луис.
В апреле 1811 года он снарядил последнюю экспедицию первых трёх лет работы Миссурийской меховой кампании, зимой 1811—1812 гг. она была реорганизована и Лиза стал одним из её руководителей. В мае 1812 года он отправился в форт Лиза, торгуя с индейцами там до своего возвращения в Сент-Луис 1 июня 1813 года . Во время этого путешествия он основал новый форт ниже по течению реки, также назвав его форт Лиза. Новый торговый пост находился в районе современного города Омаха. Этот форпост был одним из самых важных в регионе и стал основой для развития будущего крупного города Небраски.

### Индейский агент
В июне 1812 года началась Англо-американская война, которая нарушила торговлю пушниной с индейскими племенами по обе стороны границы. В 1813 году англичане, и их союзники, сожгли первый форт Лиза. В начале 1814 года, Уильям Кларк, губернатор Территории Миссури, назначил Лизу агентом по делам индейцев, которые проживали выше устья реки Канзас. Его  годовой оклад составил 548 долларов. 
Располагаясь в форте Лиза, на территории современного штата Небраска, он способствовал заключению мирных договоров с понка и омаха. В ходе войны с британцами ему удалось убедить западные племена присоединиться к американцам  и привезти нескольких вождей в Сент-Луис для подписания договоров. В 1814 году Мануэль Лиза взял в жёны Митане, дочь вождя омаха, закрепив таким образом, союз с этим индейским народом. У Лизы и Митане родились двое детей — Розали и Кристофер. После окончания войны в 1815 году он возобновил свои ежегодные торговые экспедиции по Миссури, оставаясь каждую зиму в форте Лиза.

### Поздние годы
Осенью 1817 года, когда Мануэль Лиза находился в экспедиции по реке Миссури, умерла его первая жена Полли Лиза. В 1818 году он, вместе с другими креольскими семьями, жертвует значительные средства на строительство католической церкви. 5 августа того же года Лиза женится на Мэри Хемпстед Кини, сестре известного в городе юриста Эдварда Хемпстеда.
Прожив в Сент-Луисе год, он вновь отправляется в форт Лиза. В апреле 1820 года Мануэль Лиза возвращается в Миссури, где вскоре его состояние ухудшается. Неизвестная болезнь стала причиной его смерти 12 августа 1820 года. Он был похоронен на кладбище Бельфонтейн на семейном участке Хемпстедов.